# Sanremo Giovani 1994
La seconda edizione televisiva del concorso Sanremo Giovani si è svolta al Teatro Ariston di Sanremo nelle due serate del 17 e 24 novembre 1994, presentata da Pippo Baudo con la partecipazione di Elisabetta Ferracini e Gloria Zanin.

## Classifica, canzone e cantanti

### Ammessi al Festival di Sanremo 1995 - Prima serata

#### Gruppi
- Irene - Dhamm
- Spicca il volo - Deco

#### Cantautori
- Scacco matto - Gigi Finizio
- Voglia di gridare - Daniele Silvestri
- La mia storia tra le dita - Gianluca Grignani

#### Interpreti
- Donne - Neri per Caso
- Mai più (Calling You) - Mara
- Cinque giorni - Rossella Marcone

### Ammessi al Festival di Sanremo 1995 - Seconda serata

#### Gruppi
- La strada da imboccare - Rockgalileo
- Avevo bisogno di te - Prefisso

#### Cantautori
- Soli - Massimo Di Cataldo
- Un taglio nel cuore - Fedele Boccassini
- La stanza - Fabrizio Consoli

#### Interpreti
- Dune mosse - Gloria
- Poster - Flavia Astolfi
- Per chi (Without You) - Raffaella Cavalli

### Non ammessi al Festival di Sanremo 1995 - Prima serata

#### Gruppi
- Nube tossica - Rosa Virtuale
- Sfaticato rap - Maledetti

#### Cantautori
- Se avessi te - Stefano Castelli
- Altri colori - Cristina Bozzi
- Fuori c'è una grande festa - Maurizio Minardi

#### Interpreti
- Io ti amerò di più (Run to You) - Silvia Querci
- Almeno tu nell'universo - Anita
- Il tempo di morire - Daniela Carelli

### Non ammessi al Festival di Sanremo 1995 - Seconda serata

#### Gruppi
- Iodio - Bluvertigo
- Eroe Del Tempo - Politburo

#### Cantautori
- E ti penso - Enrico Pesciullesi
- Non ho più vent'anni - Cenere[1]
- Tornare piccolo - Cico Cicogna

#### Interpreti
- Il canto del mare - Edoardo Agnelli
- Perdere l'amore - Marco D'Angelo
- Quello che le donne non dicono - Donna e Luna
- Le notti di maggio - Maria Carolina Salomè

## Regolamento
Partecipano 8 gruppi, 12 cantautori e 13 interpreti. I primi due gruppi, i primi tre cantautori e i primi tre interpreti per ciascuna serata vengono ammessi al Festival di Sanremo 1995.

## Orchestra
Della RAI

## Organizzazione
RAI